# Ekonofizyka
Ekonofizyka (ang. econophysics, niem. Ökonophysik) [również fizyka ekonomiczna, czasem ekonomia fizyczna] – inter- i multi-dyscyplinarne podejście zajmujące się zastosowaniem (głównie) metod fizyki statystycznej w szeroko-rozumianych naukach ekonomicznych. Wykorzystywane są tutaj koncepcje i metody fizyki oraz matematyki takie jak np.: teoria macierzy przypadkowych, zjawiska krytyczne, skalowanie, fraktale, multifraktale, chaos deterministyczny (teoria chaosu), teoria turbulencji, sieci złożone, teoria strun, fluktuacje, teoria gier, teoria katastrof. W szczególności dużym sukcesem okazało się zastosowanie narzędzi fizyki układów złożonych (m.in. metoda Monte Carlo, prawa potęgowe skalowania, skalowanie wielowymiarowe) do analizy danych finansowych.

## Ekonofizyka jako dyscyplina naukowa
Ekonofizyka to interdyscyplinarne podejście do zagadnień ekonomicznych uwzględniające przede wszystkim metody fizyczne i matematyczne, ale także symulacje komputerowe (informatykę). Kilka uczelni w Polsce oferuje specjalność ekonofizyka. Studia zapewniają podstawową wiedzę w zakresie:
- matematyki (rachunek różniczkowy i całkowy, algebra, teoria gier),
- fizyki doświadczalnej i teoretycznej (podstawy fizyki, pracownia fizyczna, mechanika klasyczna, kwantowa, statystyczna, fizyka układów wielu ciał, teoria przejść fazowych),
- symulacji komputerowych (języki programowania, metody numeryczne, symulacje procesów fizycznych, metody Monte Carlo),
- ekonomii (podstawy organizacji i zarządzania, teoria finansów, podstawy analizy finansowej).